# Лихај (Јута)
Лихај (енгл. Lehi) град је у америчкој савезној држави Јута.

## Демографија
По попису из 2010. године број становника је 47.407, што је 28.379 (149,1%) становника више него 2000. године.
| Група             | 2000.          | 2010.          |
| Белци             | 17.950 (94,3%) | 42.083 (88,8%) |
| Афроамериканци    | 47 (0,2%)      | 182 (0,4%)     |
| Азијати           | 89 (0,5%)      | 645 (1,4%)     |
| Хиспаноамериканци | 569 (3,0%)     | 3.054 (6,4%)   |
| Укупно            | 19.028         | 47.407         |